# Aragusuku-jima
Aragusuku-jima (新城島) est une île du Japon dans l'archipel Yaeyama en mer de Chine orientale.

## Géographie
Elle est située à 42 km de Ishigaki. Elle est composée de deux îles Kamiji (1.76 km²) et Shimoji (1.55 km²).
Elle fait partie du bourg de Taketomi dans la préfecture d'Okinawa.

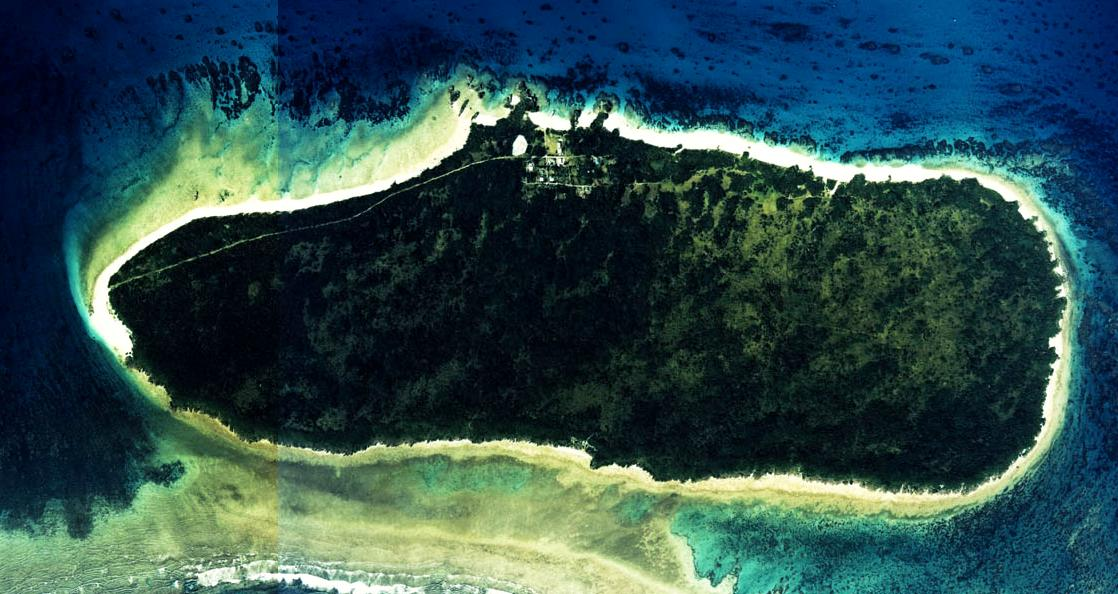
Vue de Kamiji
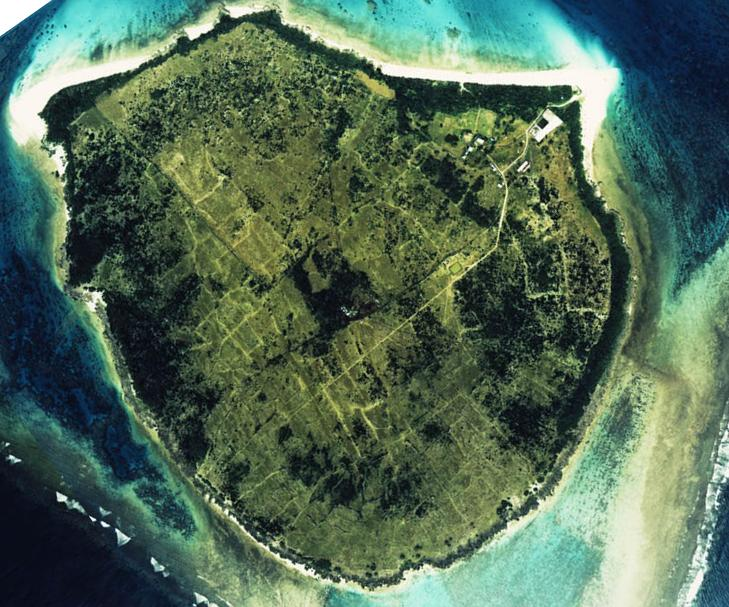
Vue de Shimoji